# Megan Maczko
Megan Maczko (* 25. April 1980) ist eine US-amerikanische Filmschauspielerin und Synchronsprecherin.
Megan Maczko wurde ab 2007 als Schauspielerin in Film und Fernsehen, überwiegend in kleineren Rollen, tätig. 2014 spielte sie die Hauptrolle der „Allison“ im Thriller Gefesselt – Liebe. Ehre. Gehorsam. Seit 2015 synchronisiert sie Figuren in Computerspielen. 2016 verkörperte sie „Rachel“ in Tom Tykwers Ein Hologramm für den König.

## Filmografie (Auswahl)
- 2007: The Fourth Cause (Kurzfilm)
- 2008: Withindoors (Kurzfilm)
- 2008: Ich & Orson Welles (Me and Orson Welles)
- 2010: Betty Anne Waters
- 2014: Gefesselt – Liebe. Ehre. Gehorsam. (Deadly Virtues: Love.Honour.Obey.)
- 2014: The Ninth Cloud
- 2014: Infliction (Kurzfilm)
- 2016: Ein Hologramm für den König (A Hologram for the king)
- 2017: Little Bird (Kurzfilm)
- 2019: The In-Between (Kurzfilm, +Regie/Drehbuch)
- 2021: Ron läuft schief (Ron’s Gone Wrong, Animationsfilm, Stimme)
- 2021: Fjällnäs (Kurzfilm, +Regie/Drehbuch)
- 2023: The Pod Generation (Stimme)

## Computerspiele
- 2015: Soma (Stimme)
- 2015: Batman: Arkham Knight (Stimme)
- 2016: Sutâ ôshan: Anamuneshisu (Stimme)
- 2017: Horizon Zero Dawn (Stimme)
- 2017: Black Mirror (Stimme)
- 2018: State of Mind (Stimme)
- 2019: G2 Fighter (Stimme)
- 2019: Garbage Pail Kids: The Game (Stimme)
- 2019: Arknights (Stimme)
- 2019: The Division 2 (Stimme)
- 2019: The Beast Inside (Stimme)
- 2023: Dead Island 2 (Stimme)